# Екстерналія
Екстерналія (англ. externality), або зовнішній ефект, в економічній теорії — вплив ринкової трансакції на третіх осіб, не опосередкований ринком.
Основи поняття були введені у 1920 році Артуром Піґу у книзі «Економічна теорія добробуту» (англ. The Economics of Welfare, 1920).
Словосполучення «зовнішні ефекти» запровадив у науковий лексикон Пол Самуельсон у 1958 році.
За наявності зовнішніх ефектів ринкова рівновага перестає бути ефективною: з'являється «мертвий вантаж» (англ. Deadweight loss), порушується ефективність за Парето, тобто виникає фіаско ринку.
Зовнішній ефект відбувається завжди, коли дії домогосподарства або фірми безпосередньо впливають на витрати або вигоди інших домогосподарств або фірм, при чому ці побічні ефекти не відбиваються у ринкових цінах.

## Визначення і види
Зовнішні ефекти — це витрати або вигоди від ринкових оборудок, не показані у цінах. Ці ефекти проявляються у результаті виробництва або споживання благ. Розрізняють приватні, зовнішні та суспільні витрати й вигоди.
Зовнішні ефекти, що ведуть до зниження корисності будь-якого споживача, або випуску будь-якої фірми, називаються негативними (надвиробництво блага з негативним зовнішнім ефектом), а якщо до збільшення, то такі ефекти називаються позитивними. При позитивному зовнішньому ефекті блага будуть недовироблятися з позитивним зовнішнім ефектом.
За напрямком дії зовнішні ефекти можуть бути поділені на такі форми: виробничі, споживчі й змішані.
За характером впливу на суб'єкт: технологічні (наслідки економічної діяльності, що не охоплюються ринковими процесами) і грошові (результат зміни цін на фактори виробництва).
За ступенем впливу: граничні та інтрамаржинальні.
За характером наслідків: «Парето-несуперечливі» і «Парето-суперечливі».
За способом трансформації зовнішніх ефектів: зовнішні ефекти, що можуть усуватися тільки під впливом держави або зовнішні ефекти, що усуваються шляхом перемовин між виробником та отримувачем зовнішнього ефекту.

## Основні параметри в економічній теорії
- Граничний приватний виграш від споживання — попит на товар.
- Гранична приватна вартість споживання — пропозиція товару.
- Граничний виграш суспільства — попит на товар з урахуванням екстерналій.
- Граничні витрати суспільства — пропозиція товару з урахуванням екстерналій.

Граничні витрати й зиски суспільства є зовнішніми та, як правило, не враховуються ринком.
За відсутності зовнішніх ефектів граничні витрати/виграш суспільства еквівалентні граничним приватним витратам/виграшам, відповідно.

## Причини існування зовнішніх ефектів
Часто зовнішні ефекти виникають, коли функціонує достатньо розвинений ринок одних благ і відсутній ринок інших, а у виробництві або споживанні використовується безоплатний ресурс. Відтворення людського капіталу значною мірою здійснюється поза ринковими відносинами, відповідно з'являється потреба в інших формах координації дій економічних агентів. Причиною виникнення зовнішніх ефектів є відсутність встановлених прав власності на ресурси.

## Теорема Коуза
У 1961 році Рональд Коуз запропонував спосіб розв'язання проблеми зовнішніх ефектів. Сенс теореми Коуза зводиться до наступного: за чіткого розподілення прав власності та нульових трансакційних витрат, незалежно від того, як права власності розподілені між економічними суб'єктами, приватні та суспільні витрати рівні.
Згідно Коузу, розв'язання проблеми зовнішніх ефектів міститься у розширенні, додатковому формуванні прав власності. На практиці це виражається у приватизації ресурсів. В умовах обміну правами власності на ресурси зовнішні ефекти матимуть внутрішній характер і легко усуваються шляхом перемовин.

## Регулювання зовнішніх ефектів: корегуючі податки і субсидії
У теорії зовнішніх ефектів відомі два альтернативних підходи до проблеми регулювання зовнішніх ефектів. В межах першого підходу пропонується розв'язання проблеми, використовуючи корегуючі податки і субсидії
Корегуючий податок — це податок на випуск економічних благ із негативними зовнішніми ефектами, що підвищує граничні приватні витрати до рівня граничних суспільних витрат.
Корегуюча субсидія — це субсидія виробникам або споживачам економічних благ з позитивними зовнішніми ефектами, що дозволяє наблизити граничні приватні зиски до граничних суспільних.
Це податки та субсидії, які направлені на перерозподіл ресурсів у напрямку підвищення ефективності їх використання для досягнення рівності MSC = MSB.
Другий підхід Коуз: розв'язання проблеми зовнішніх ефектів міститься у приватизації ресурсів. В умовах обміну правами власності на ресурси зовнішні ефекти будуть мати внутрішній характер та усуватися шляхом перемовин.

## Використання зовнішніх ефектів в економічній практиці
Найбільш широке застосування теорія зовнішніх ефектів отримала при розв'язанні екологічних проблем. Три основних шляхи скорочення шкідливих викидів у довкілля:
1. встановлення стандартів щодо шкідливих викидів;
2. плата за викиди;
3. продаж прав на забруднення довкілля.

Моніторинг — відстежування норм викидів по кожному конкретному забруднювачу.